# Păușa (okręg Sălaj)
Păușa – wieś w Rumunii, w okręgu Sălaj, w gminie Românași. W 2011 roku liczyła 531 mieszkańców.